# C-terminal
C-terminal (carboxi-terminal) é uma das extremidades da cadeia polipeptídica. A outra extremidade é chamada "N-terminal" ou "amino-terminal". Convencionou-se escrever as cadeias peptídicas da esquerda para a direita, partindo do N-terminal em direção ao C-terminal, pois é esta a seqüência em que os ribossomos as sintetizam.